# Simon Webbe
Simon Solomon Webbe (Manchester, 30 marzo 1978) è un cantante britannico, che fa parte del gruppo musicale Blue. Nato da genitori nevisiani, è cresciuto nel Regno Unito.

## Carriera

### Inizi: Blue(2001-2005)
La band ha pubblicato il loro singolo di debutto All Rise nel maggio 2001 e ha raggiunto il numero 4 nella UK Singles Chart. Il secondo singolo è stato pubblicato nel mese di agosto con il grafico-topping Too Close, una reinterpretazione di prodotte da Ray Ruffin. Il loro secondo singolo uno è uscito nel mese di novembre con il nome di If You Come Back, prodotto anche da Ray Ruffin e co-scritto da Nicole Anderson alias Nicole Formescu, Lee Brennon, Ian Hope & Ray Ruffin tratto dall'album All Rise, che è stato pubblicato in tempo per Natale e raggiunse la posizione numero uno, alla fine delle vendite in eccesso di circa 1,8 milioni di album venduti nel Regno Unito. I Blue raggiunsero il numero sei nel marzo 2002 con il loro quarto singolo, Fly By, un remix del brano album" Fly By ", che è andato anche al numero 30 in Portogallo.
Il loro secondo album in sutdio è stato One Love ed è stato pubblicato nel 2002. L'album è entrato al numero 1 nel Regno Unito, dove è rimasto per una settimana. Tre singoli sono stati estratti dall'album: One Love(UK numero 3)," Sorry Seems to Be the Hardest Word "con Elton John (UK numero 1), e U Make Me Wanna.
Nell'autunno del 2003 pubblicano Guilty (l'album e il singolo che comprende i singoli di successo: Guilty, Signed, Sealed, Delivered I'm Yours, Bubblin',
Infine i Blue hanno un calo di ascolti e decidono di dedicarsi alla carriera da solisti. Nel 2005 infatti decidono di pubblicare l'ultimo album intitolato Best of Blue che comprende alcuni loro vecchi successi più i singoli inediti come: Only Words I Know e Get Down On It.

### Sanctuary(2005-2006)
Webbe ha iniziato la sua carriera da solista il 22 agosto 2005 con il suo primo singolo di debutto Lay Your Hands, che ha raggiunto la posizione Numero 4 nella Official Singles Chart. Il suo singolo successivo è stato No Worries raggiungendo la posizione Numero 4 nel Regno Unito, facendo di lui l'unico membro Blue di avere più Top 10 singoli. Dopo l'uscita di due singoli, Webbe ha pubblicato il suo album di debutto da solista Sanctuary che ha debuttato alla posizione N. 28 in UK Album Chart. Nonostante la sua relativamente bassa fama di debutto raggiunse finalmente la posizione N. 7 della carta ed ottenendo anche un doppio platino. Il terzo singolo After All This Time è stato pubblicato nel febbraio del 2006, raggiungendo la posizione N. 16.

### Grace(2006-2007)
Il 30 ottobre 2006, è stato lanciato il primo singolo dal nuovo album di Webbe Coming Around Again. Quando venne pubblicata raggiunse la posizione N. 12 della UK Singles Chart. Il suo secondo album Grace è stato pubblicato il 13 novembre 2006, e ha raggiunto la posizione numero 11 nella UK Albums Chart. Il secondo singolo My Soul Pleads for You, è stato pubblicato il 19 febbraio 2007, e ha raggiunto la posizione 45 sulla classifica dei singoli. Il 21 maggio 2007, Webbe ha lanciato il suo primo tour per supportare il suo secondo album Grace.

### Progetti in corso - Reunion Blue(2008- 2013)
Nel 2008 Simon ha recitato nel reality show inglese I'm a Celebrity ... Get Me out of Here! . Il 28 aprile 2009, i Blue hanno annunciato di aver riformato il gruppo e che Simon sarebbe tornato presto sul palco con un nuovo album in arrivo. Nel 2010 Simon ha assunto il ruolo di Curtis Shanks nella produzione del West End di Sister Act al London Palladium. Webbe è stato ospite del Grande Fratello l'11 agosto 2010 cantando una nuova traccia.
Webbe insieme agli altri membri dei Blue si sono presentati all'Eurovision Song Contest 2011 in Germania.
Nel 2013 con i Blue al completo ha iniziato il Roulette tour, presentando il nuovo album con diverse tappe anche in Italia.

### Smile(2017-oggi)
Nel luglio 2017 ha pubblicato in singolo Nothing Without You ed ha annunciato la pubblicazione del suo terzo album in studio Smile, diffuso nell'ottobre seguente.

## Vita privata
Simon ha una figlia, Alanah, nata nel 1997 con la sua ex-fidanzata Nicola Jones.
È sposato con la blogger Ayshen Kemal.

## Discografia

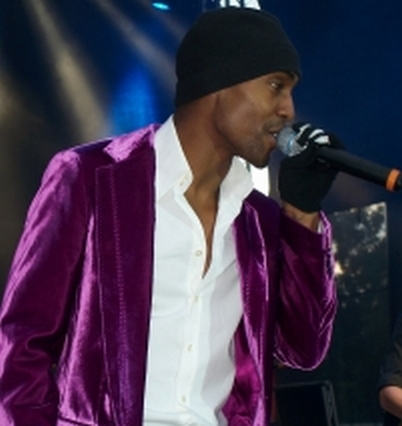
Simon Webbe

### Album in studio
- 2005 - Sanctuary
- 2006 - Grace
- 2017 - Smile

### Album dal vivo
- 2007 - Live

### Singoli
- 2005 - Lay Your Hands
- 2005 - No Worries
- 2006 - After All This Time
- 2006 - Coming Around Again
- 2007 - My Soul Pleads for You
- 2007 - Seventeen
- 2007 - Grace/Ride the Storm